# اتولبرگ
شهر اتولبرگ (به آلمانی: Stollberg) در ایالت زاکسن در کشور آلمان واقع شده‌است.